# Koksartroza
Koksartroza (łac. coxarthrosis), choroba zwyrodnieniowa stawu biodrowego – częsta (stwierdzana radiologicznie u 4% ludzi po 50 r.ż.) choroba polegająca na zwyrodnieniu jednego lub obu stawów biodrowych.

## Przyczyny
- najczęściej (40%) dysplazja stawu biodrowego
- choroba Perthesa
- epifizjoliza głowy kości udowej
- krzywica
- urazy
- choroba Pageta
- toczeń rumieniowaty układowy
- hiperlipidemia
- zapalenie stawu biodrowego
- osteomalacja
- leczenie kortykosteroidami

## Objawy
- bóle pachwiny, biodra, pośladków i krzyża
- ograniczenie ruchomości stawu biodrowego
- utykanie
- skrócenie chorej kończyny.

## Rozpoznanie
W badaniu ocenia się zakres możliwości przywodzenia i odwodzenia uda oraz rotacji wewnętrznej i zewnętrznej. W przypadku niejasności należy wykonać zdjęcie RTG. Jeśli nie ma cech innej choroby stawu biodrowego, to zwężenie szpary stawowej i obecność osteofitów przesądza o rozpoznaniu.

## Leczenie
- chirurgiczne:
  - operacja Pauwelsa
  - założenie endoprotezy
- fizjoterapia (ćwiczenia usprawniające)
- farmakologiczne:
  - leki przeciwzapalne
  - leki przeciwbólowe.